# Winooski (rivier)

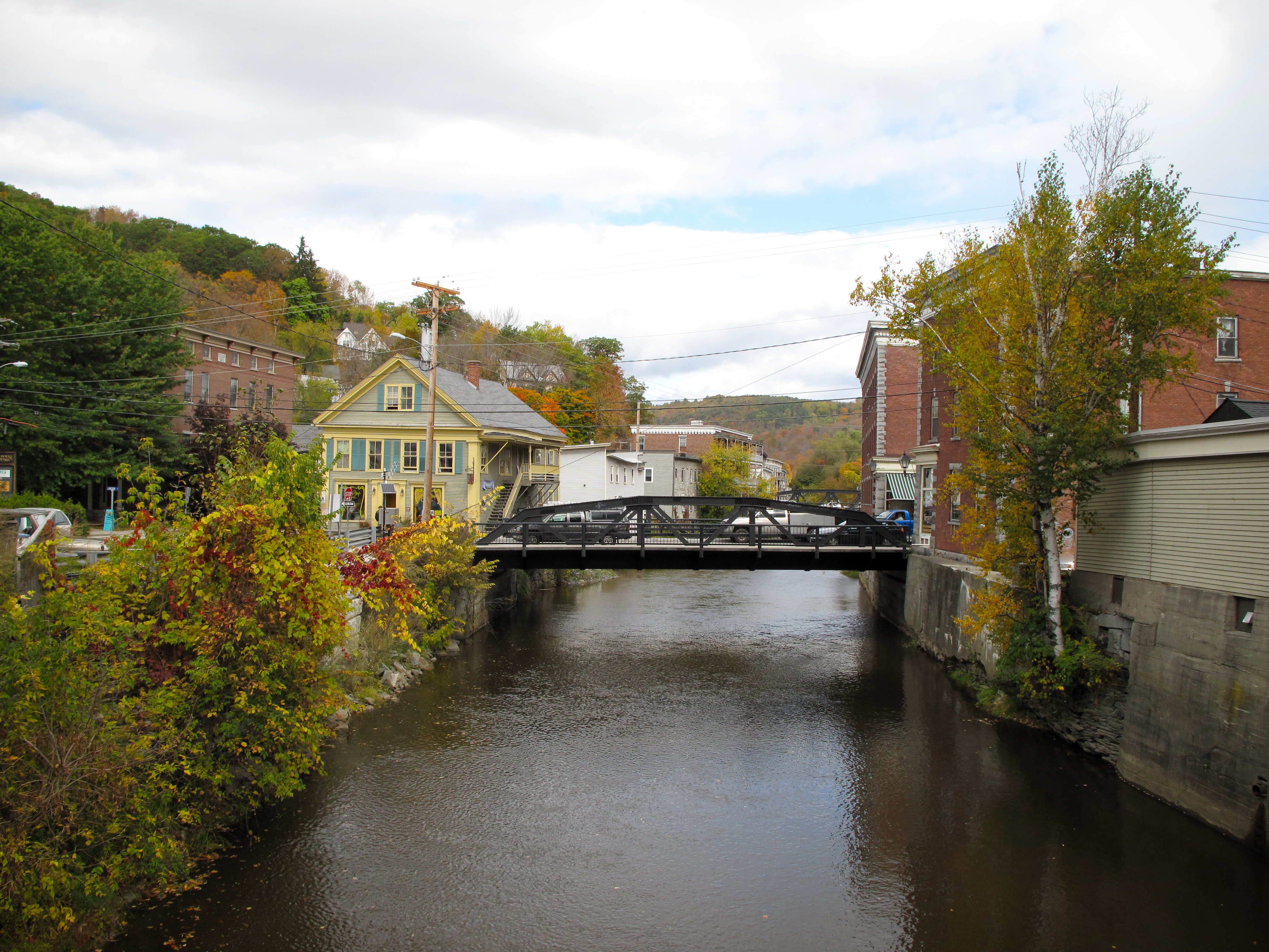
De Winooski in Montpelier

De Winooski is een rivier in het noorden van de Amerikaanse staat Vermont.
De ongeveer 145 kilometer lange rivier stroomt vanuit de Green Mountains langs de plaatsen Montpelier, Burlington en Winooski in het Champlainmeer.
- Library of Congress Control Number: sh85147025
- Nationale Bibliotheek van Israël: 987007558683405171
- Virtual International Authority File: 241871495